# About Fifty
About Fifty (também conhecido como Fifty-nothing) é um filme independente estadunidense de comédia romântica de 2011 escrito por Thomas Johnston e Drew Pillsbury. É estrelado por Wendie Malick, Michaela McManus, Anne-Marie Johnson, Jessalyn Gilsig, Martin Grey, Drew Pillsbury, e Kathleen Noone. Ele estreou em 7 de janeiro de 2011 no Festival Internacional de Cinema de Palm Springs.
A Screen Media Films adquiriu o filme para um lançamento em novembro sob o novo título About Fifty.

## Sinopse
Uma comédia moderna que explora a simples verdade de que nunca é tarde para começar de novo. Mesmo aos 50 anos. Conhecemos dois amigos de golfe de longa data, Adam, passando por um processo de separação de sua esposa de 15 anos e Jon, que não está apenas perdendo o trabalho para o 'jovem', mas também lidando com uma próstata generosa. Eles decidem partir em uma viagem de fim de semana para liberar e reviver o estilo de vida de sua juventude em Palm Springs, mas encontram resultados inesperados. Lutando para se encaixar no grupo mais jovem, eles encontram um conforto surpreendente em encontros com mulheres mais próximas da sua idade. Conforme o fim de semana avança, ambos são forçados a chegar a uma trégua com as dificuldades da meia-idade.

## Elenco
- Wendie Malick como Kate
- Michaela McManus como Alix
- Anne-Marie Johnson como Erin
- Jessalyn Gilsig como Jessica
- Kathleen Noone como Peggy
- Steve Hytner como Larry
- Miriam Flynn como Nancy
- Audrey Wasilewski como Becca
- Rebecca Field como Michelle
- Garrett Strommen como Dan
- Martin Grey como Adam
- Drew Pillsbury como Jon